# Steyr ADGZ

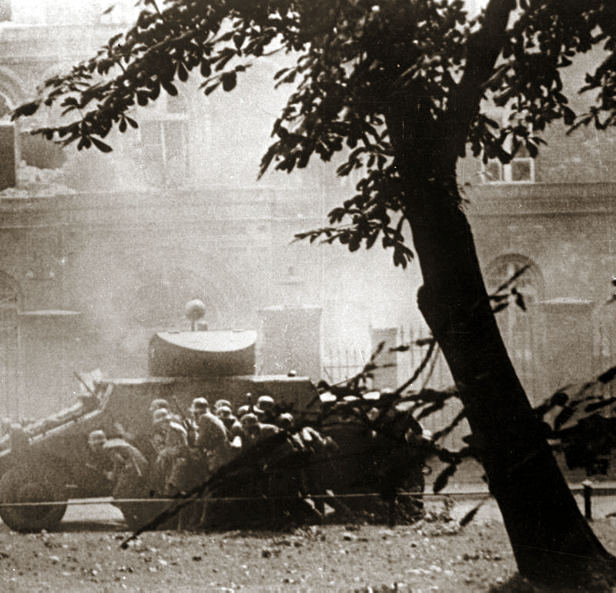
Steyr ADGZ in Gdansk in 1939

De Steyr ADGZ was een pantserwagen voor verkenningsdoeleinden ontwikkeld door het Oostenrijkse bedrijf Steyr. Het voertuig kwam in 1934 in productie voor het Oostenrijkse leger, maar ook diverse voertuigen zijn in gebruik genomen door de politie. Na de aansluiting met Duitsland kwam het weer tijdelijk in productie. Voor de Wehrmacht zijn 25 exemplaren gemaakt die vooral in de Balkanlanden zijn ingezet.

## Geschiedenis
Met de ontwikkeling van het voertuig werd in 1934 begonnen door Austro-Daimler Puch. In 1935 werd dit bedrijf overgenomen door Steyr die de leiding van het project overnam. Het voertuig staat ook bekend onder de naam "Steyr M35 mittlerer Panzerwagen." Tussen 1935 en 1937 zijn 27 exemplaren gemaakt. Hiervan werden er 12 in dienst gesteld bij het leger en de overige voertuigen gingen naar de politie.
Na de aansluiting werden de voertuigen overgenomen door de Waffen-SS. Ze werden in de Balkanlanden ingezet voor politietaken en in de strijd tegen de partizanen. In 1941 werd een extra bestelling geplaatst voor 25 stuks. Deze zijn in 1942 ingezet in de Balkanlanden en in de strijd tegen de Sovjet-Unie.

## Beschrijving
Het voertuig had een bijzondere vorm. Voor- en achterzijde zagen er redelijk vergelijkbaar uit. Het kon even snel zowel achter- als vooruit rijden en had twee chauffeurs. Het voertuig telde acht wielen waarvan de middelste vier in dubbellucht uitvoering. De achterste en voorste wielen waren stuurbaar. De motor was aan de achterzijde geplaatst en hier wijkt de vorm enigszins af van de schuin aflopende voorzijde. In het midden was het gevechtsdeel met een volledig draaibare geschutskoepel. Voor het snel in en uitstappen van het voertuig was het voorzien van vier deuren; aan beide zijden twee tussen de voor- en middelste wielen. De deuren bestonden uit twee delen, een onder- en een bovendeur.
Het voertuig was voorzien van een Austro-Daimler type M612, zescilinder benzinemotor. Deze watergekoelde motor leverde een vermogen van 150 pk. De versnellingsbak telde drie versnellingen voor- en achteruit. Het voertuig werd aangedreven op alle acht wielen (8x8). De maximumsnelheid op de weg lag rond de 70 km/u. Op de weg had het voertuig een bereik van circa 450 kilometer, maar in terrein lag dit op ongeveer de helft. Het voertuig was niet amfibisch.
De bewapening bestond uit een 20mm-kanon en twee of drie machinegeweren. Het kanon was geplaatst in de toren en coaxiaal was er een machinegeweer geplaatst. De andere machinegeweren zaten in de romp, aan de voor en achterzijde. Binnen het voertuig was er ruimte voor 100 granaten met kaliber 20mm.

## Naslagwerk
- (de)  Walter J. Spielberger: Kraftfahrzeuge und Panzer des österreichischen Heeres 1896 bis heute, Motorbuchverlag, ISBN 3-87943-455-7.